# Hiremadhure, Challakere
Hiremadhure là một làng thuộc tehsil Challakere, huyện Chitradurga, bang Karnataka, Ấn Độ.